# Margret Boveri
Margret Antonie Boveri (Würzburg, 14 agosto 1900 – Berlino, 6 luglio 1975) è stata una giornalista tedesca con cittadinanza statunitense.
La sua vita fu caratterizzata da numerosi eventi storici. Dopo la fine della Seconda guerra mondiale si impegnò innanzitutto per la riunificazione della Germania. Del suo circolo di amici e conoscenti facevano parte personaggi così diversi come Wilhelm Conrad Röntgen, Theodor Heuss, Ernst von Weizsäcker, Freya von Moltke, Ernst Jünger, Carl Schmitt, Gottfried Benn e Uwe Johnson.

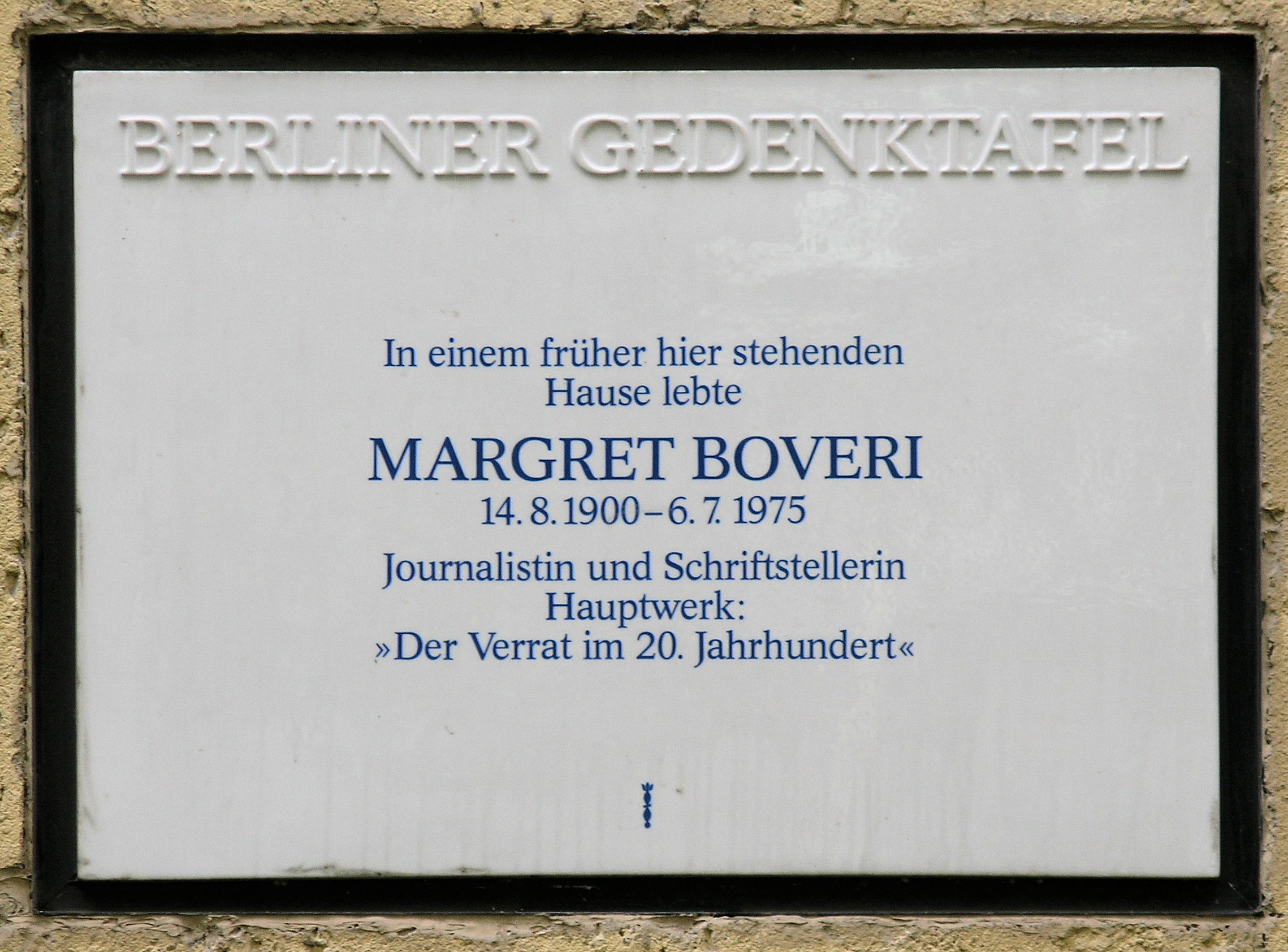
Targa commemorativa sulla casa di Opitzstraße 8 a Berlin-Steglitz

Era figlia di Marcella O'Grady e Theodor Boveri.